# Johann Magenbuch

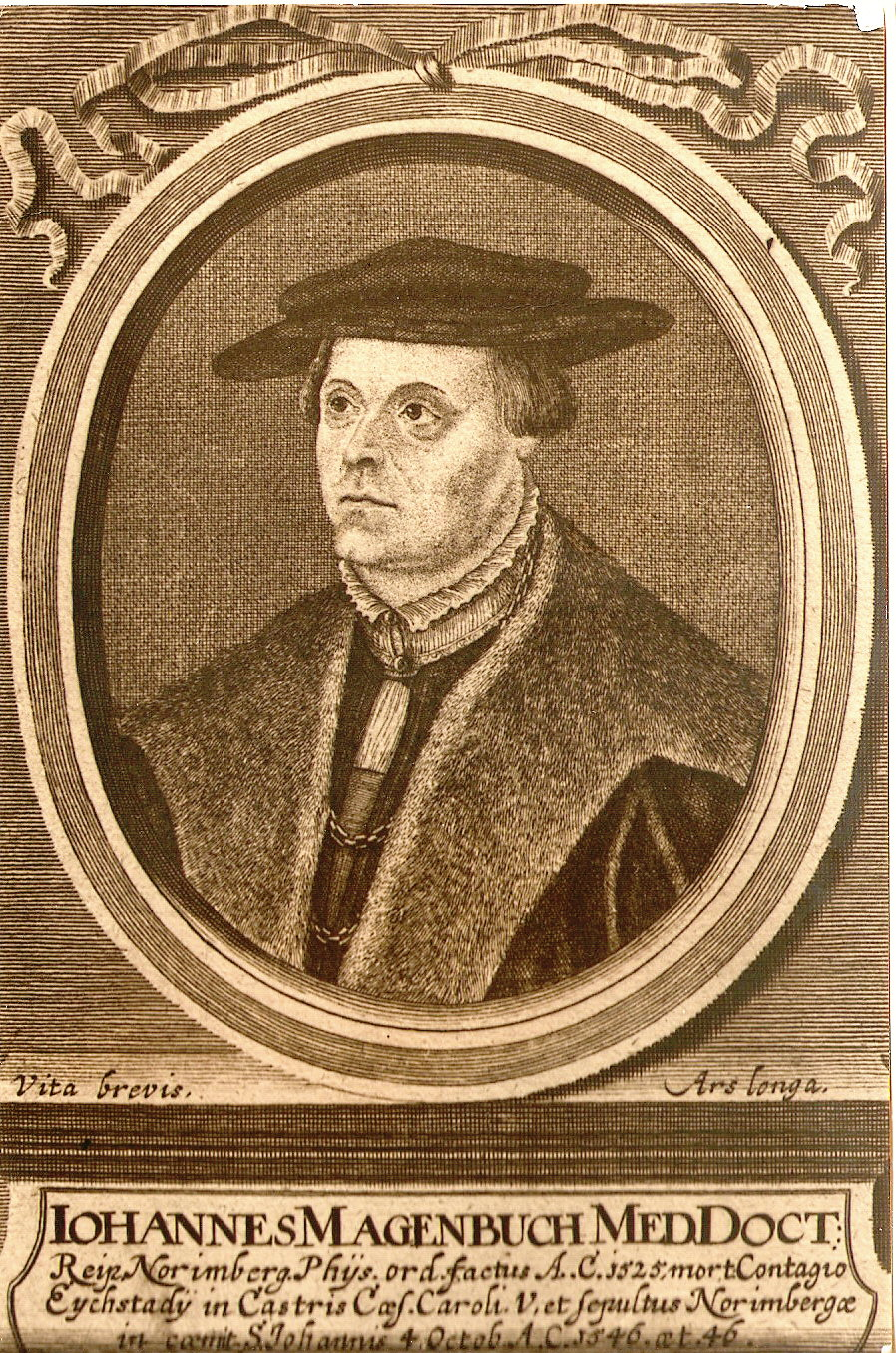
Johann Magenbuch

Johann Magenbuch (oder Johannes Magenbuch; in manchen Quellen auch Magenbuchius genannt; * 1487 in Blaubeuren; † 14. Oktober 1546 in Eichstätt) war ein deutscher Mediziner und Leibarzt.

## Leben und Wirken
Der Sohn aus einer gemäß dem Klosterlagerbuch von Blaubeuren dort ansässigen Familie studierte seit dem 29. April 1518 an der Universität Wittenberg, wo er unter anderem auch Martin Luther und Philipp Melanchthon kennen und schätzen lernte. Durch sie wurde Magenbuch zu einem überzeugten Anhänger und Verfechter der Reformation. In Wittenberg erwarb er sich am 11. Oktober 1519 das Baccaulaurat und 6. Februar 1522 wurde er Magister der sieben freien Künste. Er wurde im Anschluss Lehrer in Ulm. Während jener Zeit verfolgte er ein Medizinstudium und promovierte unter Augustin Schurff am 9. Dezember 1523 in Wittenberg zum Doktor der Medizin.
Zwischenzeitlich verweilte er noch zu Studienzwecken in Erfurt, wo er bei dem Humanistendichter Helius Eobanus Hessus wohnte. Anschließend fuhr er nach Italien, wo er sowohl in Venedig als auch an der Universität Padua weitere Fachstudien absolvierte. Nach seiner Italienreise kehrte er nach Deutschland zurück und ließ sich 1524 als Stadtphysicus in Nürnberg nieder. Hier erregte im Jahr 1526 Magenbuch besondere Aufmerksamkeit durch die Aufstellung einer Krankengeschichte, eines erstmals chronologisch sortierten Tagebuches mit Patientennamen, Angaben über deren Krankheiten, medikamentösen Verordnungen und den jeweiligen Krankheitsverläufen, wie es in der Folgezeit im Rahmen der Anamnese dann allgemein üblich wurde.
Darüber hinaus lehrte er an der von Landgraf Philipp I. von Hessen im Jahr 1527 neu gegründeten protestantischen  Universität Marburg und wurde von diesem zugleich auch noch zu seinem persönlichen Leibarzt ernannt. Auch sein alter Freund Martin Luther nutzte immer wieder die ärztlichen Fähigkeiten Magenbuchs und bedankte sich dafür im Jahre 1544 mit einer persönlich signierten Ausgabe seines ersten Bandes der Genesis-Vorlesung: „in primum librum mose enarrationes“, (Wittenberg, 1544, bei Seitz).
Mittlerweile erkannte aber auch der katholische Kaiser und Gegenspieler von Philipp I., Karl V., Magenbuchs medizinische Fachkompetenz und berief diesen ebenfalls zu seinem persönlichen Leibarzt. Im Alter von nicht ganz sechzig Jahren starb Magenbuch schließlich auf einer seiner Dienstreisen in Kassel und wurde aber auf dem Johannisfriedhof Nürnberg beigesetzt.

## Familie
Johann Magenbuch war verheiratet mit Prisca Hunnia von Schweinitz aus dem Hause Seifersdorf in Schlesien (1503–1537), Tochter des Landeshauptmanns Christoph von Schweinitz (1469–1538). Mit ihr hatte er die Tochter Helena (1523–1597), die später den Witwer Andreas Osiander sowie nach dessen Tod den Pfarrer Johannes Ruckher (1526–1579) heiratete und von Herzogin Sibylle von Württemberg zur ersten Hofapothekerin der Hofapotheke Stuttgart ernannt wurde.

## Wirkungsgeschichte
Johann Magenbuch geriet schnell in Vergessenheit, wurde aber im 18. Jahrhundert wiederentdeckt, wurde dabei aber mit dem Leibarzt Philipps des Großmütigen Johannes Meckbach (1495–1555) verwechselt, was zu zahlreichen biographischen Fehldarstellungen führte. Peter Assion und Joachim Telle führten die Verwechslung auf die überlappenden Lebenszeiten, gleichen Berufsstand, gleichen Vornamen und ähnliche Nachnamen zurück. Dazu trugen noch entscheidend die ähnlichen latinisierten Namen der beiden Mediziner bei. Magenbuch nannte sich latinisiert Magenbuchius, während Meckbach Megobacchius oder auch Megabacchius verwendete. Der Irrtum schlug sich schließlich auch in Zedlers Universal-Lexicon nieder.

## Schriften (Auswahl)
- Compositiones quasdam medicas